# 584

## Nașteri
- dată necunoscută: Clotaire al II-lea  (d. 629)

## Decese
- 27 septembrie: Chilperic I  (n. ?)